# Jerod Mayo
Jerod Mayo (Hampton, 23 febbraio 1986) è un ex giocatore di football americano e allenatore di football americano statunitense nella National Football League (NFL). Fu scelto nel corso del primo giro (10º assoluto) del Draft NFL 2008. Al college ha giocato a football all'Università del Tennessee.

## Carriera professionistica

### New England Patriots

#### Stagione 2008
Considerato uno dei migliori prospetti tra i linebacker disponibili nel Draft 2008, Mayo fu scelto nel corso del primo giro come decimo assoluto dai New England Patriots. Il 24 luglio 2008, Jerod firmò un contratto quinquennale del valore di 18,9 milioni di dollari, compresi 13,8 milioni tra bonus e soldi garantiti. Mayo fu l'unico rookie dei Patriots nel 2008 a partire come titolare nella prima settimana e a giocare ogni singolo snap difensivo.
Mayo fu nominato miglior rookie difensivo del mese di ottobre 2008. Egli guidò i Patriots con 24 tackle durante quel mese, compresi 11 contro i Denver Broncos nella sua prima apparizione nel Monday Night Football. Nella gara del Thursday Night Football del 13 novembre 2008, contro i rivali di division  dei Patriots, i New York Jets, Mayo guidò tutti i giocatori difensivi con 20 tackle (16 solitari, 4 assistiti), la sua prima gara da 20 tackle in carriera.
Alla fine della stagione 2008, in cui Mayo totalizzò 128 tackle totali (100 solitari, 28 assistiti) e forzò un fumble, fu nominato miglior rookie difensivo dell'anno dall'Associated Press con una votazione quasi unanime: Mayo ricevette 49 voti dei 50 disponibili, col rimanente che andò al linebacker dei Cincinnati Bengals Keith Rivers.

#### Stagione 2009
Mayo si infortunò nella prima gara stagionale dei Patriots della stagione 2009 contro i Buffalo Bills. Inizialmente fu pronosticato che la lesione del legamento collaterale mediale avrebbe dovuto tenerlo fuori dai campi di gioco tra le 6 e le 8 settimane, invece fece ritorno nella settimana 5 contro i Denver Broncos. Mayo terminò l'annata con 103 tackle e 1,5 sack.

#### Stagione 2010
Nel 2010, Mayo fu nominato capitano difensivo della squadra. Nella settimana 4 contro i Miami Dolphins, Mayo fece registrare 16 tackle e due settimane dopo altri 18 tackle in una vittoria ai supplementari contro i Baltimore Ravens. Nella settimana 8, Mayo mise a segno 14 tackle nella vittoria sui Minnesota Vikings. Contro gli Indianapolis Colts nella settimana 11, Mayo mise a segno 15 tackle. La settimana successiva, gli otto tackle di Mayo lo portarono a un totale di 132 in stagione, superando il suo primato in carriera di 128, stabilito 2008. Totalizzò altri 12 tackle nella settimana 13 contro i New York Jets e 16 nella settimana 15 contro i Green Bay Packers. La sua stagione si concluse guidando la NFL con 175 tackle totali, insieme a due sack e un fumble forzato
Il 2 gennaio 2011, Mayo fu convocato per il suo primo Pro Bowl e inserito nella formazione ideale della stagione All-Pro.

#### Stagione 2011
Il 17 dicembre 2011, all'inizio della settimana 15, fu annunciato che Mayo aveva firmato un'estensione contrattuale quinquennale per rimanere con i Patriots. La sua stagione si concluse per la prima volta con meno di 100 tackle (95), oltre a un sack e ai primi due intercetti in carriera. I Patriots conclusero con un record di 13-3 vincendo la propria division. Nei playoff eliminarono i Denver Broncos e i Baltimore Ravens qualificandosi per il Super Bowl XLVI, in cui Mayo partì come titolare, perso 21-17 contro i New York Giants.

#### Stagione 2012

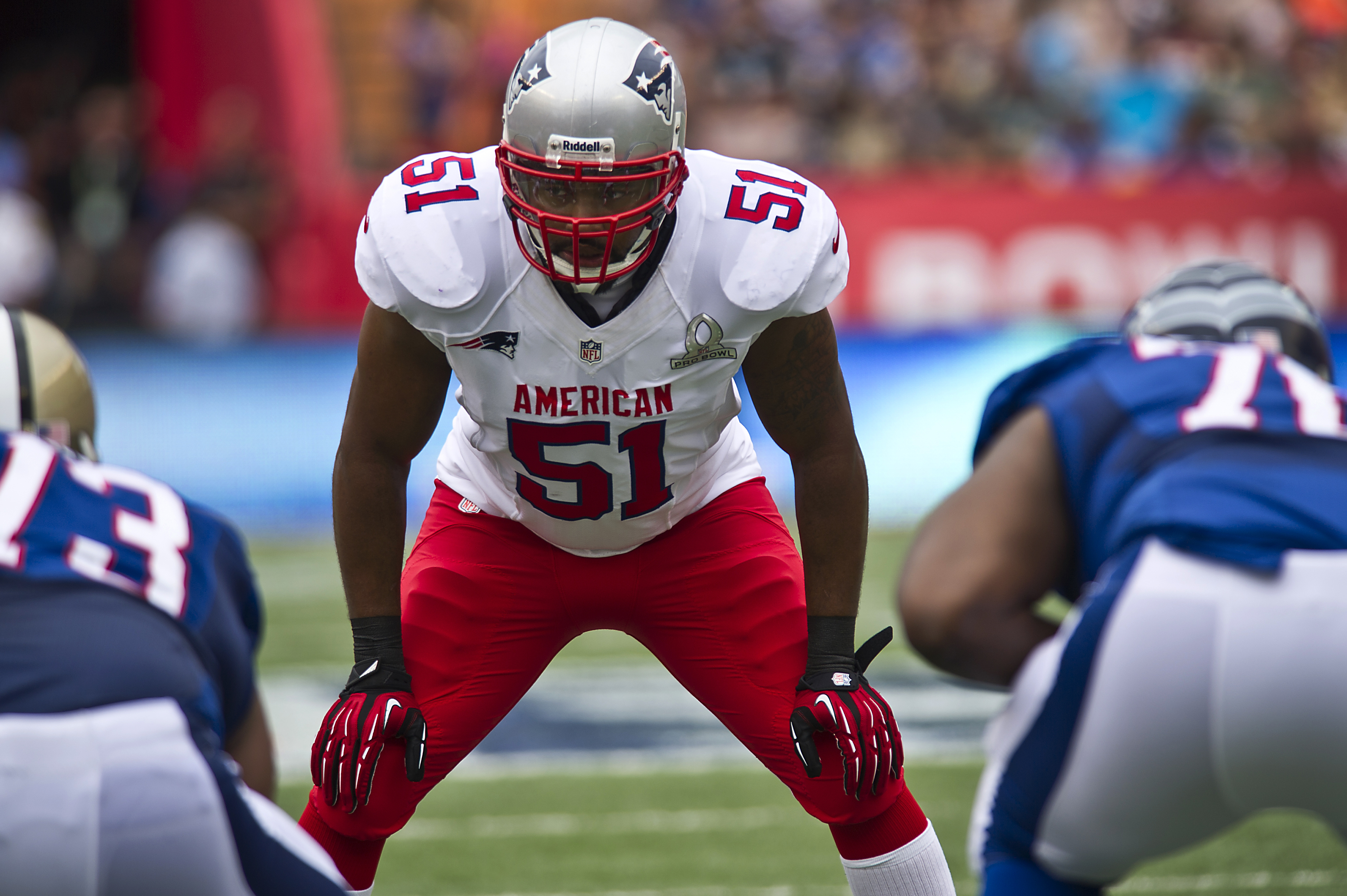
Mayo durante il Pro Bowl 2013.

Il 9 settembre, Mayo e i Patriots vinsero nel debutto stagionale contro i Tennessee Titans. Jerod guidò la squadra mettendo a segno 13 tackle. Nella settimana 4 i Patriots vinsero segnando ben 52 punti ai Buffalo Bills con Mayo che mise a referto un intercetto su Ryan Fitzpatrick . Nel turno successivo i Patriots vinsero contro i Denver Broncos con Jerod giocò una grande gara guidando la squadra con 13 tackle e un sack su Peyton Manning.
Nella settimana 8 i Patriots vinsero nettamente contro i St. Louis Rams nella cornice speciale dello Wembley Stadium a Londra: Mayo guidò ancora la squadra con 8 tackle e forzò un fumble. Il 26 dicembre fu convocato per il secondo Pro Bowl in carriera.

#### Stagione 2013
Mayo aprì la stagione mettendo a segno ben 15 tackle nella vittoria dei Patriots sui Buffalo Bills. Il primo sack lo mise a segno nella settimana 3 contro i Buccaneers. Il 13 ottobre, nella partita con i New Orleans Saints, Mayo subì un infortunio al muscolo pettorale che lo costrinse a chiudere in anticipo la stagione.

#### Stagione 2014
Mayo tornò in campo nella prima gara della stagione 2014, facendo registrare 12 tackle e un sack su Ryan Tannehill, ma i Patriots furono battuti a sorpresa in casa dei Dolphins. A fine anno conquistò il suo primo anello con la vittoria sui Seattle Seahawks nel Super Bowl XLIX.

#### Stagione 2015
Per il terzo anno consecutivo, nel 2015 Mayo concluse in anticipo la sua stagione a causa di un infortunio. Il 16 febbraio 2016 annunciò il suo ritiro dopo otto stagioni da professionista.

## Record come capo-allenatore
| Squadra |        | Stagione regolare | Stagione regolare | Stagione regolare | Stagione regolare | Stagione regolare | Playoff | Playoff | Playoff   |
| Squadra | Anno   | Vinte             | Perse             | Pari              | %                 | Posizione         | Vinte   | Perse   | Risultato |
| ------- | ------ | ----------------- | ----------------- | ----------------- | ----------------- | ----------------- | ------- | ------- | --------- |
| NE      | 2024   | 4                 | 13                | 0                 | .235              | 4° nella AFC East | -       | -       | -         |
| Totale  | Totale | 4                 | 13                | 0                 | .235              |                   | -       | -       |           |

## Palmarès

### Franchigia
- Super Bowl : 1

New England Patriots: XLIX
- American Football Conference Championship: 2

New England Patriots: 2011, 2014

### Individuale
- Convocazioni al Pro Bowl: 2

2010, 2012
- All-Pro: 1

2010
- Rookie difensivo dell'anno - 2008
- PFWA All-Rookie Team - 2008
- Leader della NFL in tackle: 1

2010